# Radio Okapi
Radio Okapi ist ein Hörfunksender in der Demokratischen Republik Kongo. Er ist eines der wichtigsten Informationsmedien des Landes und hat seinen Hauptsitz in Kinshasa.

## Geschichte
Radio Okapi wurde im Februar 2002 gegründet auf Initiative und mit Unterstützung der Vereinten Nationen, der MONUC und der Fondation Hirondelle, einer NGO aus der Schweiz.
Anlässlich des Zweiten Kongokriegs von 1998 bis 2003 sollte ein "Friedensradio" aufgebaut werden, als Lehre aus berüchtigten "Hassradios" wie beispielsweise dem ruandischen Sender RTL Mille Collines.

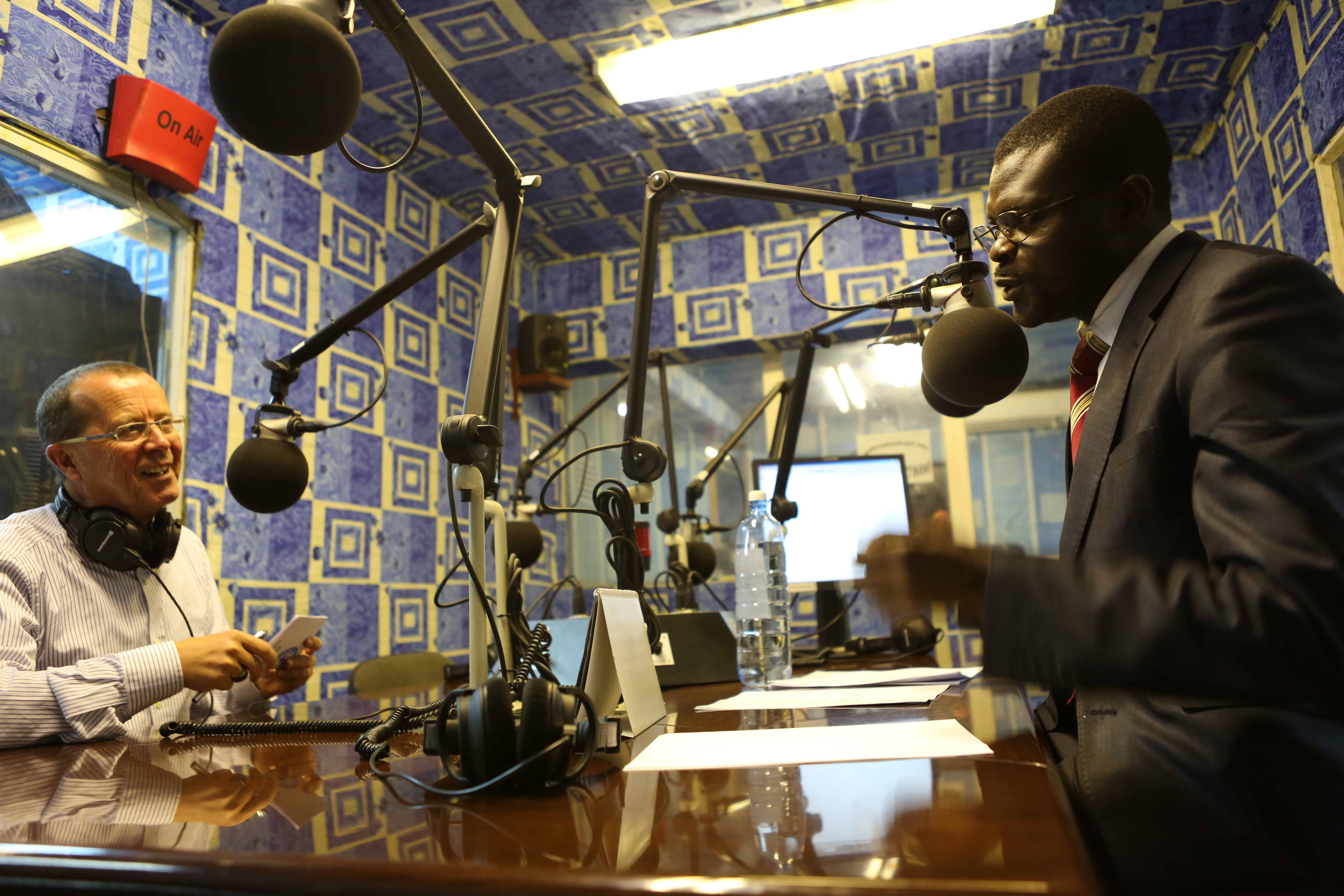
Interviewgast Martin Kobler im Radio Okapi Studio, 2014

Namensgeber des Senders ist das Okapi, ein friedliches Säugetier und Sympathieträger, das mit keiner politischen Gruppe assoziiert wird.
Gesendet wird in den Sprachen Französisch, Lingala, Swahili, Tschiluba und Kikongo.
Der Sender hat etwa 215 Angestellte landesweit und ein jährliches Budget von 12 Millionen US$ (2013).
Radio Okapi hat bei den Wahlen 2006 eine wichtige Rolle gespielt, indem es Kandidaten aller Parteien gleichermaßen Zugang zu Hörern und Wählern gab.
Über den Sender und seine Journalisten wurde der französische Dokumentarfilm "Radio Okapi, radio de la vie" im Jahr 2005 gedreht.
Radio Okapi bekam am 12. September 2010 den Preis «Pionier der freien Medien» vom International Press Institute.
Zu den bekanntesten Journalisten des Senders gehört Caddy Adzuba, die in ihren Beiträgen häufig über sexualisierte Gewalt berichtet.